# آيساب روكي
رحيم مايرز (بالإنجليزية: A$AP Rocky) (بالإنجليزية: Rakim Mayers) (من مواليد 3 أكتوبر 1988) المعروف باسم الشهرة آيساب روكي، هو مغني راب ومنتج وعارض أمريكي من هارلم، مدينة نيويورك. وهو عضو من جماعة الهيب هوب آيساب موب، لقب آيساب جاء من الجماعة هذه. صدر آيساب أول مكس تيب بعنوان لايف. لوف. آيساب، في 2011 لإشادة من النقاد. وقد أدى نجاح المكس تيب إلى عقد صفقة مع غراوندز ميوزك, تسجيلات آر سي أي, و سوني للترفيه الموسيقي. وسجل في وقت لاحق في 2013 ألبومه الإستديو الأول لونغ. لايف. آيساب، والذي تلقى استقبالاً حسناً من قبل النقاد ودخل لأول مرة في المركز الأول على بيلبورد 200.
آيساب أيضاً بارز في الإخراج، بعد أن أخرج فيديو مصور لنفسه، مع داني براون وأعضاء آخرين من آيساب موب. وهو أيضاً منتج أسطوانات, تحت الاسم المستعار لورد فلاكو. في عام 2019 تم اعتقاله في مملكة السويد لخوضه شجارا مع عدد من مرافقيه، أقدموا خلاله على الاعتداء على شاب يبلغ 19 عام في شوارع ستوكهولم. تدخل الرئيس الأمريكي دونالد ترامب ووعد بالإفراج عنه ودفع كفالته، وقد طالب الادعاء السويدي بحبس آيساب ومرافقيه الاثنين مدة 9 أشهر.

## ديسكغرافيا
- لونغ. لِف. آيساب (2013)
- أت. لونغ. لاست. آيساب (2015)
- تيستنغ (2018)
- أول سمايلز (2021)

## وصلات خارجية
- الموقع الرسمي
- آيساب روكي على موقع IMDb (الإنجليزية)
- آيساب روكي على موقع ميوزك برينز (الإنجليزية)
- آيساب روكي على موقع رولينغ ستون (الإنجليزية)
- آيساب روكي على موقع أول ميوزيك (الإنجليزية)
- آيساب روكي على موقع ديسكوغز (الإنجليزية)
- آيساب روكي على موقع قاعدة بيانات الفيلم (الإنجليزية)